# Torre Colpatria
La Torre Colpatria es un rascacielos situado en Bogotá, en la zona norte del barrio Las Nieves. Su zona comercial constituye una prolongación del Centro Internacional de la ciudad. Con sus 50 pisos, es el tercer edificio más alto de la ciudad así como uno de sus iconos. Fue terminada en 1978, y tiene una altura de 196 m. En ella se encuentran las oficinas de diversas compañías, entre las cuales están las empresas del Grupo Colpatria, propietario de la torre. En su azotea hay un mirador para apreciar gran parte de la ciudad y de la sabana de Bogotá. En 1998 se instalaron treinta y seis luces de xenón que, a finales de 2012, se reemplazaron con luces de tecnología LED en su fachada. El observatorio abierto al público se encuentra a una altura de 192 metros, y el helipuerto se encuentra 4 metros sobre el mismo.

## Características
Está ubicada en la carrera Séptima con calle 24, sobre una de las avenidas más importantes de Bogotá: la Avenida Eldorado, que une el Centro al occidente y al Aeropuerto Internacional El Dorado, y la Carrera Séptima, que conecta la zona con los centros financieros del norte mide aproximadamente 196 metros de altura. En el último piso cuenta con un mirador abierto al público.
Como se ubica en un terreno con arcillas expansivas, su construcción exigió el empleo de novedosas técnicas sismorresistentes: una excavación de 50 metros para anclar el edificio con 24 pozos de cimentación que reposan sobre una plataforma, esto requirió más de 6000 m³ de concreto.  
La base de la torre es cuadrada. En su centro se encuentra otro cuadrado inscrito en el mayor que cumple funciones estructurales y de transporte, pues allí se encuentran los trece ascensores, las áreas de servicio y la escalera de la edificación.
En cuanto a las fachadas de la edificación, las cuatro están definidas por pilastras de concreto y franjas acristalas verticales, que se proyectan sin interrupciones desde la planta baja hasta la azotea. Su objetivo es darle ventilación y luz natural a las oficinas.
Además de la torre propiamente dicha, el complejo también está compuesto por un bloque menor de diez pisos ubicado en su costado sur, con el cual se pretende darle escala al conjunto. Allí se encuentran varios locales bancarios y comerciales, así como estacionamientos y oficinas.
La torre se encuentra en uso, siendo la tercera más alta de Bogotá. Su arquitecto fue la firma Obregón, Valenzuela & Cía. Ltda. y su constructor la empresa Pizano Pradilla Caro y Restrepo Ltda. Su diseño comenzó en 1973 y finalizó en 1978.
Desde el 6 de agosto de 1998, en el aniversario de la ciudad, la torre contaba con un sistema de iluminación de xenón que proyectaba rayos de luz sobre las pilastras blancas. Los colores de los filtros de los proyectores cambiaban algunas veces por minuto, recordando ondas en movimiento o persianas que se abren o se cierran. En algunas ocasiones se componían los colores de la bandera de Colombia. En diciembre de 2012, la empresa Philips invirtió un millón de dólares para la nueva iluminación del edificio con sistema LED que permite la proyección de imágenes más definidas y con mayores secuencias sobre las cuatro fachadas de la estructura.

## Altura
La torre Colpatria ha sido un rascacielos de altura relevante en el ámbito continental y regional. En 1979 superó al Centro de Comercio Internacional como el edificio más alto de América Latina. Fue superada en 1982 por la Torre Ejecutiva Pemex de Ciudad de México, a la que a su vez en 1983 pasaron las Torres de Parque Central en Caracas. Durante la última década, se han construido varios edificios de mayor altura en diferentes países de América Latina. En Sudamérica ocupa el octavo lugar y en América Latina ocupa el lugar 49, después de edificios situados en Ciudad de México, Panamá, Caracas y Santiago de Chile.
El 19 de abril de 2015, la estructura en construcción del BD Bacatá, superó en número de pisos a la Torre Colpatria, y el 2 de junio, la superó en altura. La Torre Colpatria fue durante 37 años el edificio más alto de Colombia.

## Carrera de ascenso
Desde el 8 de diciembre de 2005 se realiza la Carrera Ascenso a la Torre Colpatria, donde los participantes, en grupos de diez competidores cada medio minuto, suben los novecientos ochenta escalones.
Desde 2010, esta carrera hace parte del Towerrunning World Cup, un circuito anual a escala mundial que reúne más de 160 carreras de ascenso en los edificios más altos del mundo. La competencia es la parada final del circuito y el lugar en donde se lleva a cabo la premiación final del concurso. En 2012 entró al grupo Master Races, que reúne las 18 mejores carreras de ascenso en todo el mundo.

## Galería

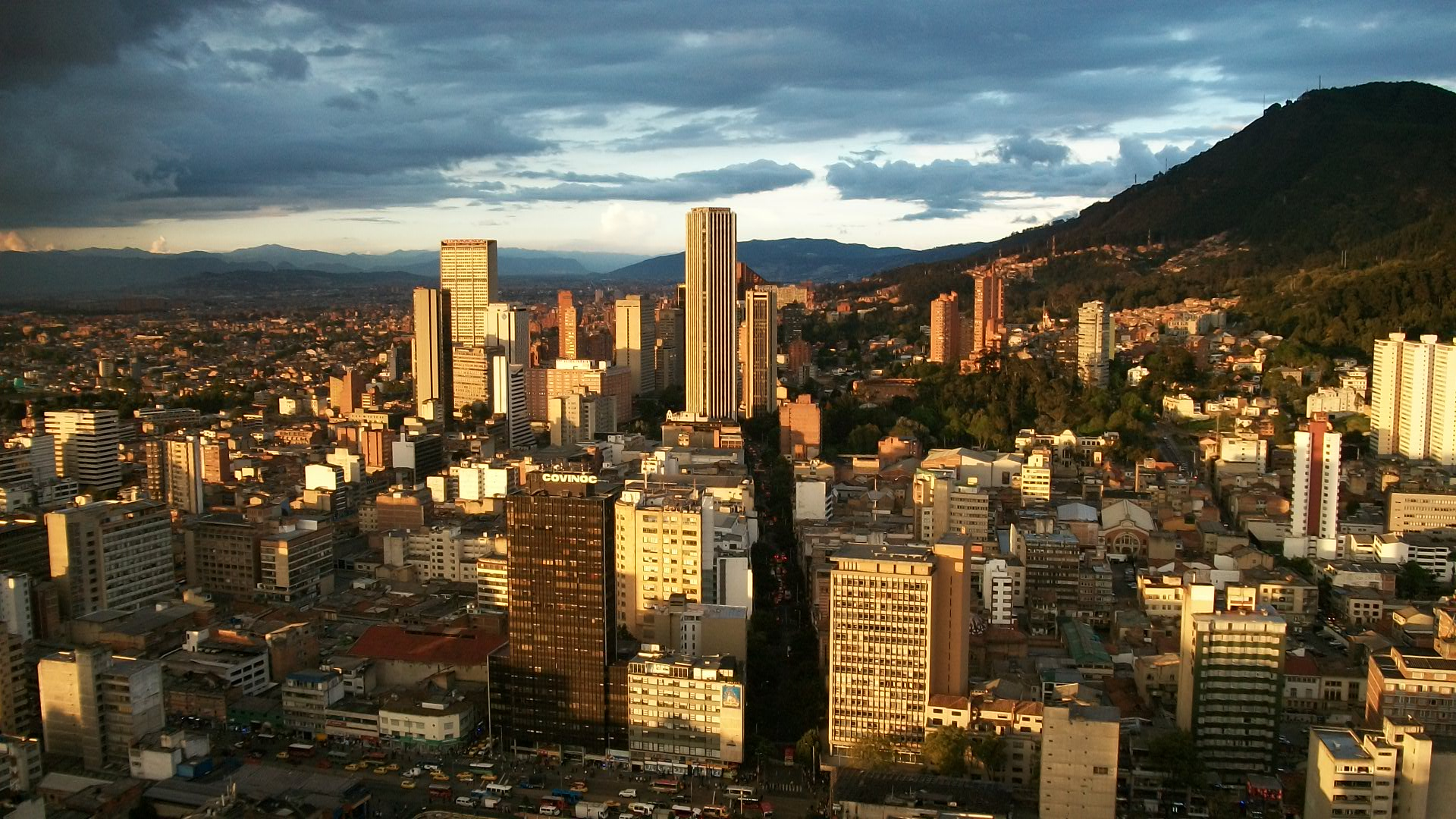
La torre Colpatria en el panorama urbano de Bogotá desde el Edificio Avianca
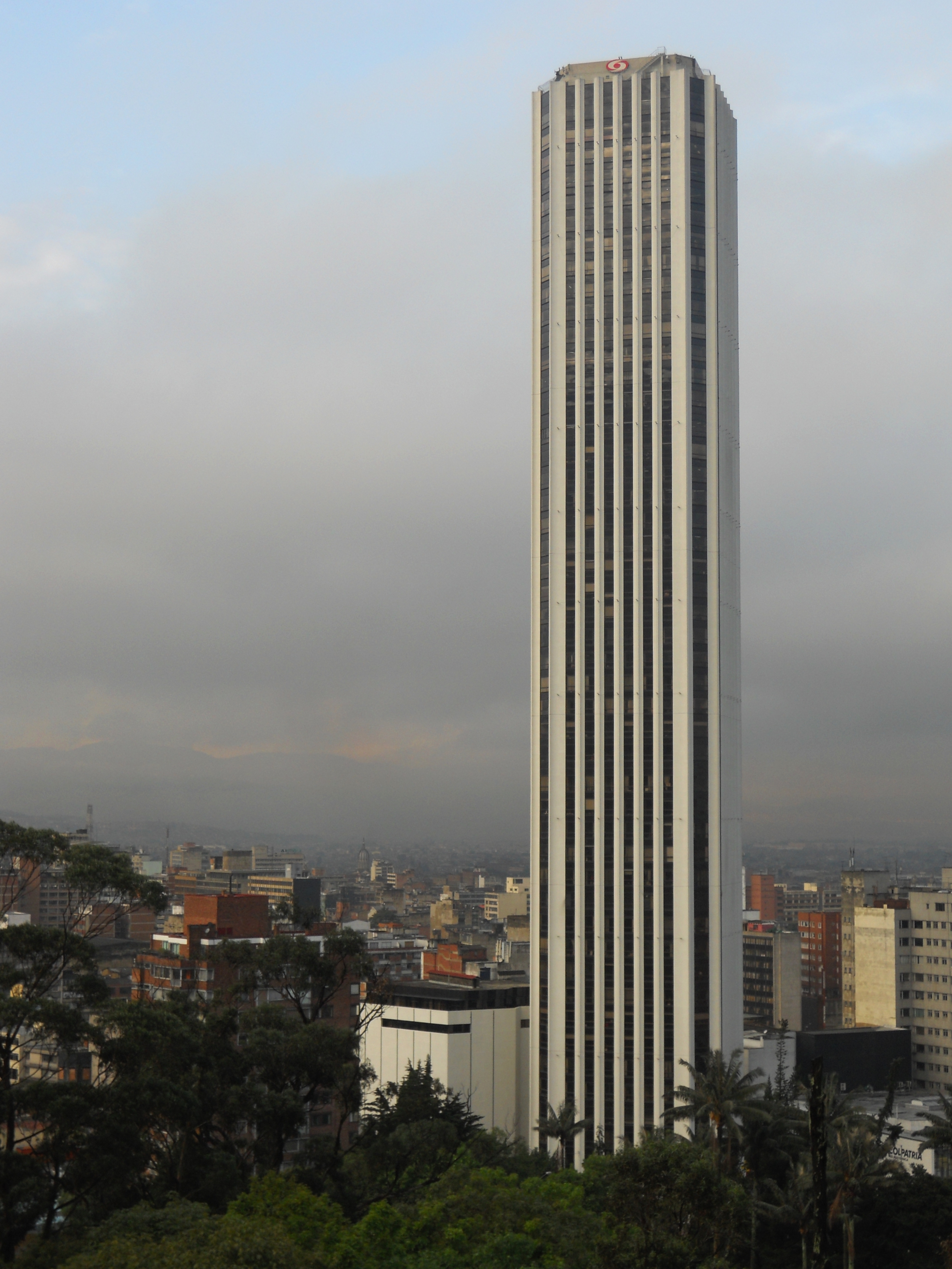
Desde las Torres del Parque
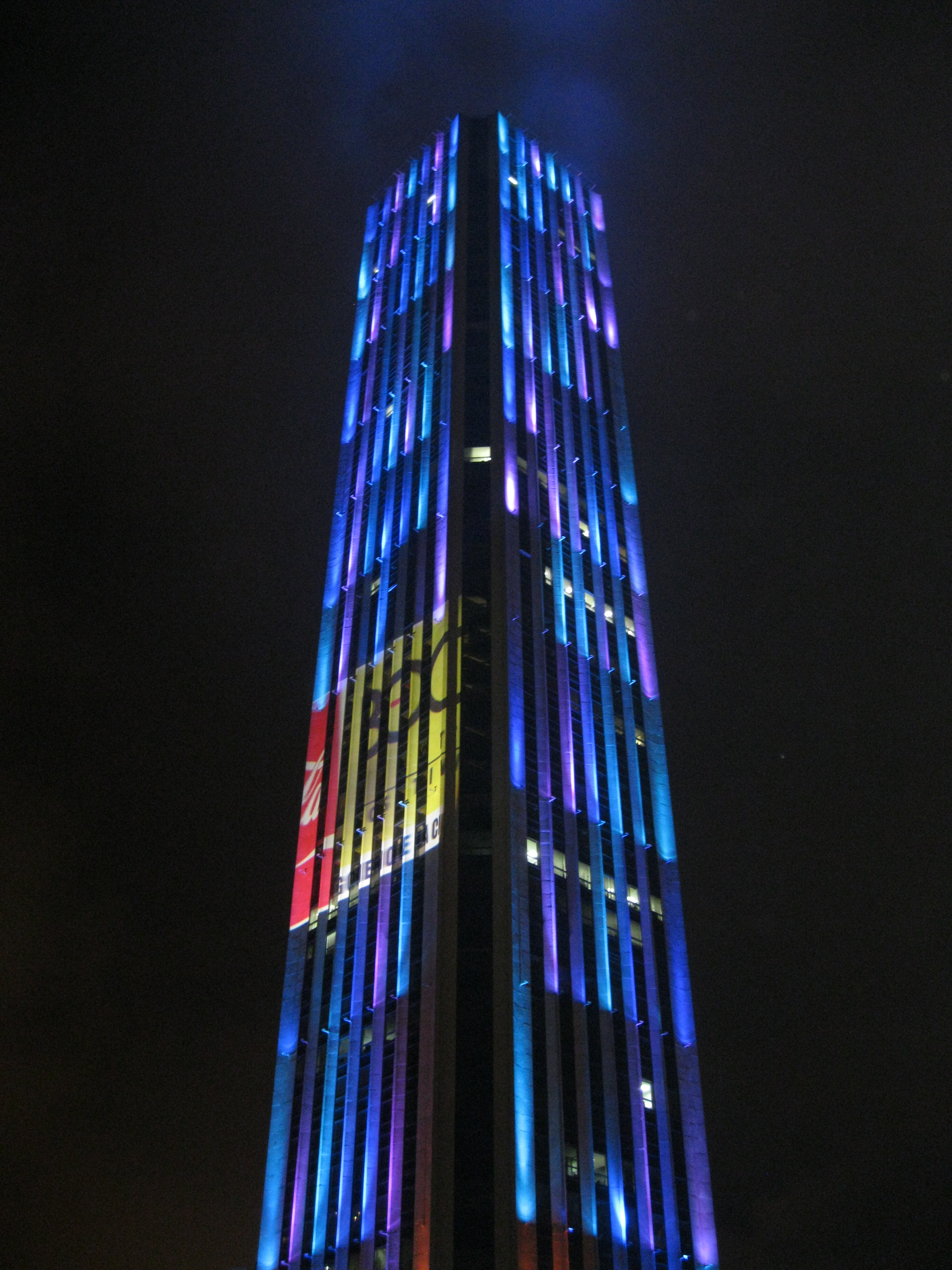
Iluminación nocturna
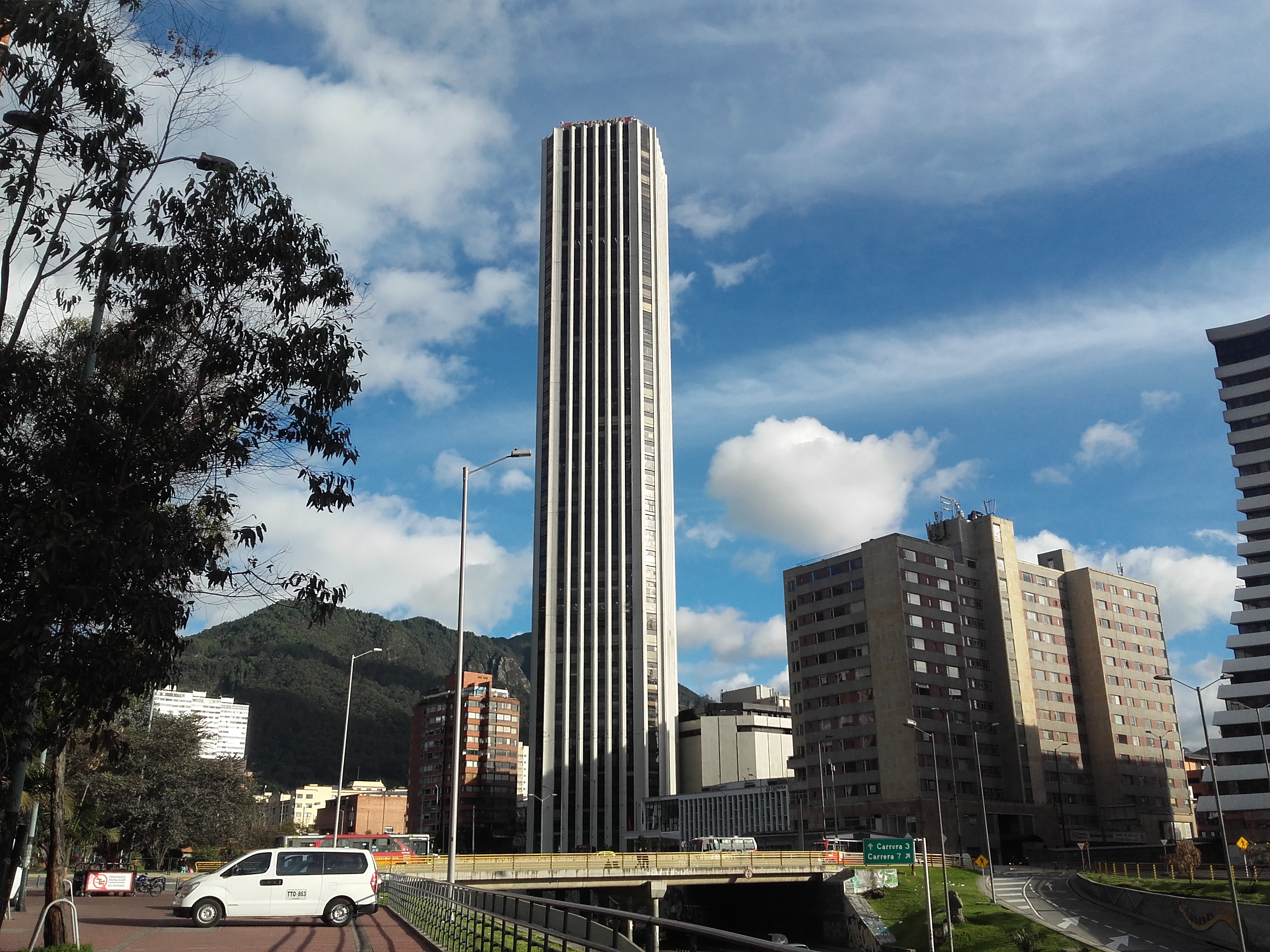
Costado noroccidental
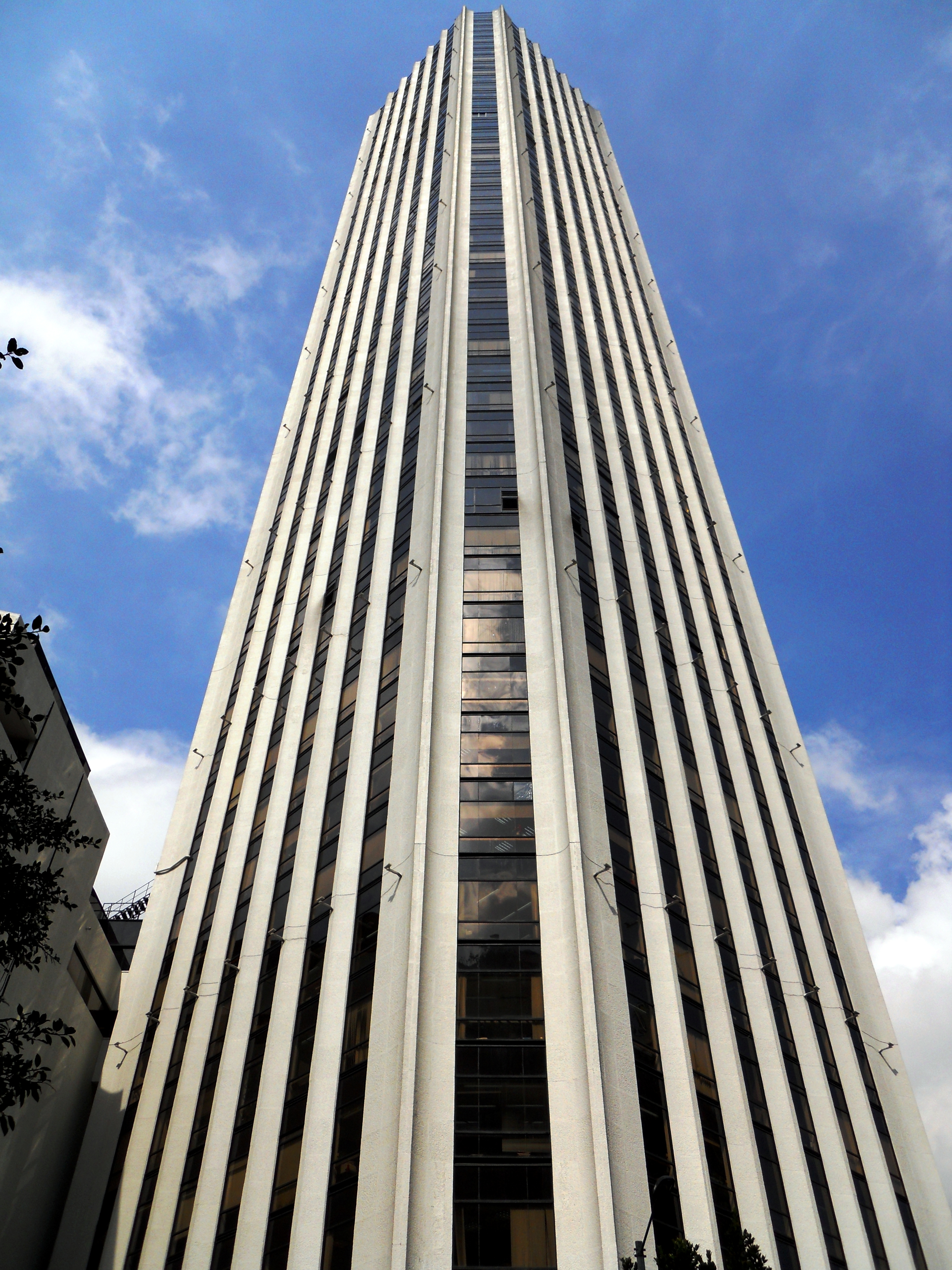
La torre vista desde el nivel de la calle
- Video nocturno de la torre

## Cronología
| Predecesor: Torre Davivienda | Edificio más alto de Colombia 1978 - 2016       | Sucesor: BD Bacatá                 |
| Predecesor: Torre Davivienda | Edificio más alto de América Latina 1978 - 1979 | Sucesor: Torres del Parque Central |